# Бабушкин, Алексей Сергеевич
Алексей Сергеевич Бабушкин  (род. 4 апреля 1994, Павлово, Россия) — российский профессиональный баскетболист, играющий на позиции лёгкого форварда.

## Карьера
Алексей начал заниматься баскетболом случайно. На школьных соревнованиях его заметил тренер Барышников Владимир Васильевич и отметив высокий рост Алексея предложил ему записаться в секцию баскетбола. Баскетбольные тренировки Алексею не понравились и в итоге он занятия забросил. Но Владимир Васильевич решил так просто не сдаваться и пришёл к Бабушкину домой и попросил его родителей водить Алексея на тренировки.
В 2007 году Бабушкин переехал в Московскую область, где первые три года выступал за «Спарта и К» из Видного, а затем за люберецкий «Триумф» — сначала в составе юношеской, затем в молодёжной команде.
В сезоне 2013/2014 Бабушкин завоевал серебряные медали Единой молодёжной лиги ВТБ в составе «Триумфа-2», а также был признан MVP апреля в Лиге.
После распада «Триумфа» Бабушкин подписал контракт с «Зенитом». Сезон 2014/2015 провёл в экспериментальной сборной «Россия». В августе 2015 года присоединился к «Зениту» и отправится с основной командой на тренировочный сбор, а также продлил контракт с петербургским клубом на 3 года.
Перед началом сезона 2015/2016, на правах аренды, Бабушкин стал игроком «Темп-СУМЗ-УГМК». В составе ревдинской команды Алексей стал серебряным призёром Суперлиги-1 дивизион и бронзовым призёром Кубка России.
В октябре 2016 года Бабушкин перешёл в аренду в «Спартак» (Санкт-Петербург).
В августе 2017 года стал игроком «Иркута», где в среднем за матч набирал 11 очков, 8 подборов и 2 передачи.
В мае 2018 года Бабушкин вернулся в «Спартак» и помог команде из Санкт-Петербурга завоевать серебряные медали Суперлиги-1. В 41 матче Алексей в среднем набирал 6,7 очка, 5 подборов и 0,8 перехвата за 24,7 минуты.
В июне 2019 года Бабушкин подписал 3-летний контракт с «Автодором». В 17 матчах Единой лиги ВТБ его средняя статистика составила 4,4 очка, 1,8 подбора и 0,6 передачи.
В августе 2020 года Бабушкин перешёл в МБА. В 30 матчах Суперлиги-1 Алексей в среднем набирал 8,6 очка, 5,8 подбора, 1,4 передачи и 1,5 перехвата.
В августе 2021 года Бабушкин подписал контракт с «Енисеем».
В сезоне 2021/2022 Бабушкин принял участие в 10 матчах Единой лиги ВТБ набирая 4,0 очка, 2,5 подбора, 1,0 передачи и 0,8 перехвата.
В июле 2022 года Бабушкин продлил контракт с «Енисеем».
В июле 2023 года Бабушкин стал игроком «Нижнего Новгорода», но спустя несколько дней клуб и игрок досрочно прекратили действие контракта по обоюдному соглашению сторон.
В ноябре 2023 года Бабушкин продолжил карьеру в  «Динамо» (Владивосток). В составе команды Алексей стал чемпионом Суперлиги.

## Сборная России
В 2014 году Бабушкин принял участие в чемпионате Европы (до 20 лет) в Греции. В стартовом матче турнира Алексей набрал 4 очка, 3 подбора, 2 передачи и 1 перехват за 19 минут игрового времени, внеся свой вклад в победу сборной России над сборной Франции (66:65). По итогам турнира Бабушкин вошёл в четверку самых результативных игроков молодёжной сборной России, набрав 63 очка за 9 матчей турнира.
По возвращении с молодёжного чемпионата Европы Бабушкин получил приглашение в резервную сборную России и в её составе стал победителем Кубка Станковича, который проходил в Китае.

## Личная жизнь
2 апреля 2020 года, в семье Алексея и его супруги Анастасии родилась дочь Виктория. Рост – 51 см, вес – 2950 грамм.

## Достижения

### Клубные
- Чемпион Суперлиги: 2023/2024
- Серебряный призёр Суперлиги (2): 2015/2016, 2018/2019
- Бронзовый призёр Кубка России: 2015/2016
- Серебряный призёр Единой молодёжной лиги ВТБ: 2013/2014

### Сборная России
- Обладатель Кубка Станковича: 2014

## Статистика
| Сезон                                                                                   | Команда   | Лига            | GP | GS | MPG | FG% | 3P% | FT% | RPG | APG | SPG | BPG | PPG |  |
| 2014/2015                                                                               | Все клубы | Все лиги        | 7  | 1  | 2,3 | 0,0 | 0,0 | 0,0 | 0,3 | 0,0 | 0,0 | 0,0 | 0,0 |  |
| 2014/2015                                                                               | Зенит     | Единая лига ВТБ | 4  | 0  | 3,2 | 0,0 | 0,0 | 0,0 | 0,5 | 0,0 | 0,0 | 0,0 | 0,0 |  |
| 2014/2015                                                                               | Зенит     | Еврокубок       | 3  | 1  | 1,2 | 0,0 | 0,0 | 0,0 | 0,0 | 0,0 | 0,0 | 0,0 | 0,0 |  |
|                                                                                         |           | Всего           | 7  | 1  | 2,3 | 0,0 | 0,0 | 0,0 | 0,3 | 0,0 | 0,0 | 0,0 | 0,0 |  |
| Наведите курсор мыши на аббревиатуры в заголовке таблицы, чтобы прочесть их расшифровку |           |                 |    |    |     |     |     |     |     |     |     |     |     |  |